# Macuelizo
Macuelizo est une municipalité nicaraguayenne du département de Nueva Segovia au Nicaragua.